# Le Vaud
Le Vaud es una comuna suiza del cantón de Vaud, situada en el distrito de Nyon. Limita al norte con la comuna de Marchissy, al este con Burtigny, al sur con Begnins, y al suroeste y oeste con Bassins.
La comuna hizo parte hasta el 31 de diciembre de 2007 del círculo de Begnins.